# Gielis van der Hoecke
Gielis van der Hoecke est un mathématicien néerlandais du XVIe siècle. Il marque avec son ouvrage In arithmetica een sonderlinge excellet boeck, paru à Anvers en 1537, la première apparition des symboles + et - aux Pays-Bas.